# Zhuang Wei
Zhuang Wei is een Chinese wielrenster. Zhuang is gespecialiseerd op de sprintonderdelen bij het baanwielrennen. In 2019 won ze de teamsprint tijdens de Aziatische kampioenschappen baanwielrennen.

## Belangrijkste resultaten
| Jaar | CK                  | AK         | WK | Overig                  |
| ---- | ------------------- | ---------- | -- | ----------------------- |
| 2015 | 500m tijdrit        |            |    |                         |
| 2016 |                     |            |    | Japan Track Cup: sprint |
| 2017 |                     |            |    |                         |
| 2018 |                     |            |    |                         |
| 2019 | teamsprint          | teamsprint |    |                         |
| 2020 |                     |            |    |                         |
| 2021 |                     |            |    |                         |
| 2022 |                     |            |    |                         |
| 2023 | 4e sprint 7e keirin | 6e sprint  |    |                         |
| 2024 | sprint · 7e keirin  |            |    |                         |